# High & hungrig 3
High & hungrig 3 ist das dritte Kollaboalbum der deutschen Rapper Bonez MC und Gzuz. Es erschien am 27. April 2023 über das Label 187 Strassenbande. Das Album stellt nach High & hungrig aus dem Jahr 2014 und High & hungrig 2 aus dem Jahr 2016 den dritten Teil der Reihe dar.

## Hintergrund
High & hungrig 3 wurde knapp zehn Jahre nach dem ersten bzw. sieben Jahre nach dem zweiten Teil veröffentlicht. Die erste Singleauskopplung erschien mit YumYum im Januar 2023, etwa eine Woche nachdem Gzuz am 13. Januar 2023 seine achtmonatige Haftstrafe angetreten hatte. Die Deluxe-Box in Form eines Pizzakartons beinhaltet neben dem Album ein T-Shirt, eine Fahne mit dem 187-Logo, einen Schal, einen Duftbaum, ein Poster, Sticker sowie eine Skimaske.

## Covergestaltung
Das Albumcover zeigt Bonez MC und Gzuz sowie weitere Mitglieder der 187 Strassenbande, Bonez MCs Freundin Mary, seinen Hund Skittlez sowie andere Freunde der Bande. Das Design ist angelehnt an das Filmplakat von How High, bei dem die beiden Rapper Redman und Method Man die Hauptcharaktere spielen.

## Gastbeiträge
Auf vier Songs des Albums sind weitere Künstler vertreten. Auf Nicht satt ist Sa4 zu hören, bei Das ist Gang Maxwell. Nix zu tun ist eine Zusammenarbeit mit dem Rapper Olexesh, der auch bei High & hungrig auf dem Song Scheiss Tag zu hören war. Für die Straße hat als Feature-Gast LX. Somit sind alle Mitglieder der 187 Strassenbande auf diesem Album zu hören.

## Titelliste
| Nr.          | Titel                        | Produzent(en)                                | Länge |
| ------------ | ---------------------------- | -------------------------------------------- | ----- |
| 1.           | Intro                        | The Cratez, Minti, The Royals                | 1:22  |
| 2.           | 40 Jahre                     | The Cratez                                   | 2:24  |
| 3.           | Abziehen                     | The Cratez, DeeVoe                           | 2:30  |
| 4.           | Babylon                      | The Cratez                                   | 2:21  |
| 5.           | Sunnyside Moneymakerz        | The Cratez, DeeVoe                           | 2:38  |
| 6.           | Nicht satt (feat. Sa4)       | The Cratez, Jambeatz                         | 2:50  |
| 7.           | Tanzen (mit Handschellen)    | The Cratez, Sonus030                         | 2:26  |
| 8.           | Ganz normal                  | Absolute, The Cratez                         | 2:54  |
| 9.           | Cinnamon Roll                | The Cratez, Stoopid Lou                      | 2:47  |
| 10.          | Das ist Gang (feat. Maxwell) | The Cratez, DeeVoe, Kushbringer              | 2:48  |
| 11.          | YumYum                       | The Cratez, DeeVoe, Fade, Johnny Illstrument | 2:11  |
| 12.          | Nix zu tun (feat. Olexesh)   | The Cratez, Minti, The Royals                | 2:17  |
| 13.          | Klappmesser                  | The Cratez, DeeVoe, Neal & Alex              | 2:15  |
| 14.          | Scho-Ko                      | The Cratez, DeeVoe                           | 2:07  |
| 15.          | Sturkopf (mit ner Glock)     | The Cratez, DeeVoe                           | 2:26  |
| 16.          | Für die Straße (feat. LX)    | The Cratez                                   | 3:08  |
| Gesamtlänge: | Gesamtlänge:                 | Gesamtlänge:                                 | 39:33 |

## Singles
Aus dem Album wurden sechs Singles ausgekoppelt: YumYum, Sturkopf (mit ner Glock), Abziehen, Nix zu tun (feat. Olexesh), Tanzen (mit Handschellen) und Cinnamon Roll. Nach Erscheinen des Albums konnten sich zudem die Lieder Babylon und 40 Jahre in den Charts platzieren.

## Rezeption

### Preise
High & hungrig 3 wurde bei den Hiphop.de Awards 2023 als „Bestes Album national“ ausgezeichnet.

### Rezensionen
Der Laut.de-Redakteur Yannik Gölz gab dem Album in seiner Kritik drei von fünf möglichen Punkten. Positiv hervorgehoben wurden die „starken Hooks“ der Single-Auskopplungen und das „klassische Hip Hop- und Straßenrapgefühl“. Negativ kritisiert wurde von ihm hingegen, dass dem Album Innovation und Kreativität fehle, sowie die kurze Laufzeit der Songs. Das Album sei laut Gölz der schlechteste und unspektakulärste Ableger der High-&-hungrig-Reihe.

### Chartplatzierungen
High & hungrig 3 stieg am 5. Mai 2023 auf Platz eins der deutschen Albumcharts ein und hielt sich dort eine Woche sowie 28 Wochen in den Top 100. Auch in den Ö3 Austria Top 40 und in der Schweizer Hitparade erreichte das Album die Chartspitze.
| ChartsChartplatzierungen | Höchstplatzierung | Wochen |
| ------------------------ | ----------------- | ------ |
| Deutschland (GfK)        | 1 (28 Wo.)        | 28     |
| Österreich (Ö3)          | 1 (22 Wo.)        | 22     |
| Schweiz (IFPI)           | 1 (15 Wo.)        | 15     |

| ChartsJahrescharts (2023) | Platzierung |
| ------------------------- | ----------- |
| Deutschland (GfK)         | 16          |
| Österreich (Ö3)           | 27          |
| Schweiz (IFPI)            | 56          |